# Albert Celades
Albert Celades López (Barcellona, 29 settembre 1975) è un allenatore di calcio ed ex calciatore spagnolo, di ruolo centrocampista.

## Carriera

### Giocatore

#### Club
Cresciuto nella cantera del Barcellona, gioca nel Barcellona B dal 1993 al 1995, anno del suo esordio in prima squadra.
Il 6 agosto 1999 si trasferisce al Celta Vigo. Il 14 giugno 2000 passa al Real Madrid.
Il 19 agosto 2003 passa in prestito al Bordeaux, dove rimane per una stagione. Il 29 agosto 2005 viene acquistato dal Real Saragozza. L'11 marzo 2009 firma un contratto con gli statunitensi dei New York Red Bulls. Si ritira dal calcio giocato il 24 ottobre 2009, appena conclusa la MLS. Il 6 febbraio 2010 ritorna a giocare con i cinesi del Kitchee.

#### Nazionale
Con la Nazionale spagnola conta 4 presenze. Ha partecipato al campionato del mondo 1998 in Francia.

### Allenatore
Il 2 ottobre 2013 diventa allenatore della Spagna Under-16. Esordisce nell’amichevole persa per 4-2 contro la Svizzera.
Il 7 maggio 2014 diventa allenatore dell'Under-21. Esordisce nella vittoria per 1-0 contro l’Ungheria partita valevole per la qualificazione dei Europei del 2015 di categoria. Dopo arrivato primo nel proprio girone e aver ottenuto l’accesso alla fase successiva viene eliminato ai preliminari dalla Serbia. Si qualifica per gli Europei del 2017 di categoria arrivando secondo al proprio girone e battendo ai preliminari l’Austria per la regola dei gol fuori casa. In semifinale batte l’Italia per 3-1, ma in finale perde 1-0 contro la Germania. Si qualifica alla fase successiva per la qualificazione ai Europei del 2019 di categoria arrivando primo al proprio girone. Il 18 luglio 2018 decide di dimettersi.
Il 3 agosto viene ingaggiato dal Real Madrid come vice del nuovo tecnico Julen Lopetegui. Il 29 ottobre viene esonerato insieme al tecnico basco.
L'11 settembre 2019 è ingaggiato dal Valencia in sostituzione dell'esonerato Marcelino, prendendo la squadra al quattordicesimo posto in campionato. Esordisce il 14 settembre, nella sconfitta per 5-2 in casa del Barcellona. Dopo tre giorni esordisce anche in UEFA Champions League, a Stamford Bridge contro il Chelsea. La partita si svolge in un clima teso, con i calciatori valenciani che nella conferenza stampa pre-partita lasciano da solo il tecnico, in protesta con la decisione della dirigenza di esonerare Marcelino; alla fine il Valencia si impone per 1-0. La gestione di Celades s'interrompe con l'esonero, a sei giornate dal termine del campionato, il 29 giugno 2020.

## Statistiche

### Giocatore

#### Cronologia presenze e reti in nazionale
| Cronologia completa delle presenze e delle reti in nazionale ― Spagna | Cronologia completa delle presenze e delle reti in nazionale ― Spagna | Cronologia completa delle presenze e delle reti in nazionale ― Spagna | Cronologia completa delle presenze e delle reti in nazionale ― Spagna | Cronologia completa delle presenze e delle reti in nazionale ― Spagna | Cronologia completa delle presenze e delle reti in nazionale ― Spagna | Cronologia completa delle presenze e delle reti in nazionale ― Spagna | Cronologia completa delle presenze e delle reti in nazionale ― Spagna |
| Data                                                                  | Città                                                                 | In casa                                                               | Risultato                                                             | Ospiti                                                                | Competizione                                                          | Reti                                                                  | Note                                                                  |
| --------------------------------------------------------------------- | --------------------------------------------------------------------- | --------------------------------------------------------------------- | --------------------------------------------------------------------- | --------------------------------------------------------------------- | --------------------------------------------------------------------- | --------------------------------------------------------------------- | --------------------------------------------------------------------- |
| 3-6-1998                                                              | Santander                                                             | Spagna                                                                | 4 – 1                                                                 | Irlanda del Nord                                                      | Amichevole                                                            | -                                                                     |                                                                       |
| 13-6-1998                                                             | Nantes                                                                | Spagna                                                                | 2 – 3                                                                 | Nigeria                                                               | Mondiali 1998 - 1º turno                                              | -                                                                     | 76’                                                                   |
| 19-6-1998                                                             | Saint-Étienne                                                         | Spagna                                                                | 0 – 0                                                                 | Paraguay                                                              | Mondiali 1998 - 1º turno                                              | -                                                                     | 57’                                                                   |
| 2-9-2000                                                              | Sarajevo                                                              | Bosnia ed Erzegovina                                                  | 1 – 2                                                                 | Spagna                                                                | Qual. Mondiali 2002                                                   | -                                                                     | 70’                                                                   |
| Totale                                                                |                                                                       | Presenze                                                              | 4                                                                     |                                                                       | Reti                                                                  | 0                                                                     |                                                                       |

### Allenatore

#### Club
Statistiche aggiornate al 14 febbraio 2020.
| Stagione        | Squadra         | Campionato      | Campionato | Campionato | Campionato | Campionato | Coppe nazionali | Coppe nazionali | Coppe nazionali | Coppe nazionali | Coppe nazionali | Coppe continentali | Coppe continentali | Coppe continentali | Coppe continentali | Coppe continentali | Altre coppe | Altre coppe | Altre coppe | Altre coppe | Altre coppe | Totale | Totale | Totale | Totale | % Vittorie | Piazzamento |
| Stagione        | Squadra         | Comp            | G          | V          | N          | P          | Comp            | G               | V               | N               | P               | Comp               | G                  | V                  | N                  | P                  | Comp        | G           | V           | N           | P           | G      | V      | N      | P      | %          | Piazzamento |
| --------------- | --------------- | --------------- | ---------- | ---------- | ---------- | ---------- | --------------- | --------------- | --------------- | --------------- | --------------- | ------------------ | ------------------ | ------------------ | ------------------ | ------------------ | ----------- | ----------- | ----------- | ----------- | ----------- | ------ | ------ | ------ | ------ | ---------- | ----------- |
| set. 2019-2020  | Valencia        | PD              | 21         | 9          | 7          | 5          | CR              | 3               | 1               | 1               | 1               | UCL                | 6                  | 3                  | 2                  | 1                  | SS          | 1           | 0           | 0           | 1           | 31     | 13     | 10     | 8      | 41,94      | Sub., Eson. |
| Totale carriera | Totale carriera | Totale carriera | 21         | 9          | 7          | 5          |                 | 3               | 1               | 1               | 1               |                    | 6                  | 3                  | 2                  | 1                  |             | 1           | 0           | 0           | 1           | 31     | 13     | 10     | 8      | 41,94      |             |

#### Nazionale nel dettaglio
| Stagione      | Squadra       | Competizione         | Piazzamento                                  | Andamento | Andamento | Andamento | Andamento | Andamento  | Reti | Reti | Reti |
| Stagione      | Squadra       | Competizione         | Piazzamento                                  | Giocate   | Vittorie  | Pareggi   | Sconfitte | % Vittorie | GF   | GS   | DR   |
| ------------- | ------------- | -------------------- | -------------------------------------------- | --------- | --------- | --------- | --------- | ---------- | ---- | ---- | ---- |
| mag. 2014     | Spagna U-21   | Qual. Euro U-21 2015 | 1º nel gruppo 4, qualificato                 | 4         | 1         | 2         | 1         | 25,00      | 3    | 3    | +0   |
| 2015          | Spagna U-21   | Qual. Euro U-21 2017 | 2º nel Gruppo 6, qualificato dopo i play-off | 5         | 4         | 1         | 0         | 80,00      | 16   | 3    | +13  |
| 2016          | Spagna U-21   | Qual. Euro U-21 2017 | 2º nel Gruppo 6, qualificato dopo i play-off | 7         | 3         | 3         | 1         | 42,86      | 16   | 7    | +9   |
| 2017          | Spagna U-21   | Euro U-21 2017       | 2º                                           | 5         | 4         | 0         | 1         | 80,00      | 12   | 3    | +9   |
| 2017          | Spagna U-21   | Qual. Euro U-21 2019 | Dimissionario a competizione in corso        | 4         | 4         | 0         | 0         | 100,00&    | 11   | 2    | +9   |
| lug. 2018     | Spagna U-21   | Qual. Euro U-21 2019 | Dimissionario a competizione in corso        | 2         | 2         | 0         | 0         | 100,00&    | 8    | 4    | +4   |
| Totale Spagna | Totale Spagna | Totale Spagna        | Totale Spagna                                | 27        | 18        | 6         | 3         | 66,67      | 66   | 22   | +44  |

## Palmarès

### Giocatore

#### Competizioni nazionali
- Campionato spagnolo: 4

Barcellona: 1997-1998, 1998-1999
Real Madrid: 2000-2001, 2002-2003
- Coppa di Spagna: 2

Barcellona: 1996-1997, 1997-1998
- Supercoppa di Spagna: 2

Barcellona: 1996
Real Madrid: 2001

#### Competizioni internazionali
- Coppa delle Coppe: 1

Barcellona: 1996-1997
- Supercoppa UEFA: 2

Barcellona: 1997
Real Madrid: 2002
- UEFA Champions League: 1

Real Madrid: 2001-2002
- Coppa Intercontinentale: 1

Real Madrid: 2002